# Plan de los Mangos
Plan de los Mangos är en ort i Mexiko.   Den ligger i kommunen Papantla och delstaten Veracruz, i den sydöstra delen av landet, 220 km nordost om huvudstaden Mexico City. Plan de los Mangos ligger 118 meter över havet och antalet invånare är 540.
Terrängen runt Plan de los Mangos är platt åt sydost, men åt nordväst är den kuperad. Runt Plan de los Mangos är det ganska tätbefolkat, med 179 invånare per kvadratkilometer. Närmaste större samhälle är Poza Rica de Hidalgo, 13,1 km väster om Plan de los Mangos. Trakten runt Plan de los Mangos består till största delen av jordbruksmark.